# Minsta gemensamma nämnare
Minsta gemensamma nämnare, förkortat MGN, är ett heltal som används när man ska förenkla summan av rationella tal (tal skrivna som bråk) eller polynom skrivna som bråk och är den minsta gemensamma multipeln av bråktalens nämnare. Talet används för att reducera bråkuttrycken, men det är också användbart för att lösa kostnadskalkyler med objekt av olika ekonomisk livslängd inom företagsekonomi.
I det enklaste fallet, givet att man har två bråktal, B1 / A1 och B2 / A2, så är den minsta gemensamma nämnaren X till dessa tal det minsta tal sådant att X är en multipel av både A1 och A2, dvs X kan skrivas både som X = k1A1 och X = k2A2 för heltal k1 och k2. Om man har beräknat X och k1 och k2 kan detta sedan användas till att beräkna summan av de två bråken, eftersom k1 / X = 1 /  A1  och k2 / X =  1 / A2:
{\displaystyle {\frac {B_{1}}{A_{1}}}+{\frac {B_{2}}{A_{2}}}={\frac {k_{1}B_{1}}{X}}+{\frac {k_{2}B_{2}}{X}}={\frac {k_{1}B_{1}+k_{2}B_{2}}{X}}}
Allmännare, om man har flera bråktal och nämnarna är heltalen A1, A2,...,An så är MGN minsta möjliga tal X sådant att X = kiAi, där ki är heltal.

## Beräkning
MGN kan beräknas med hjälp av största gemensamma delaren av nämnarna. Om största gemensamma delaren av A1 och A2 betecknas med SGD(A1, A2) så ges minsta gemensamma nämnaren av uttrycket
{\displaystyle {\mbox{MGN}}(A_{1},A_{2})={\frac {A_{1}A_{2}}{{\mbox{SGD}}(A_{1},A_{2})}}}.

## Exempel

### Exempel 1
Vad är minsta gemensamma nämnare för 1/6 och 1/8?
Man kan enkelt hitta en gemensam multipel till 6 och 8, 6 × 8 = 48, vilket dock inte är den minsta gemensamma multipeln. Den minsta gemensamma multipeln är 24, vilket fås genom
{\displaystyle {\frac {6\cdot 8}{\operatorname {SGD} (6,8)}}={\frac {48}{2}}=24}.

### Exempel 2
Vad blir MGN för 7/792 + 3/616. Den största gemensamma delaren för 792 och 616 kan beräknas genom
792 = 1·616 + 176
616 = 3·176 +  88
176 = 2·88
och alltså är SGD(792, 616) = 88. Detta ger MGN(792, 616) = 792·616/88 = 5544.
Med hjälp av 616 = 7·88 och 792 = 9·88 kan uttrycket förenklas till
7/792 + 3/616 = (7·7 + 3·9)/5544 = 76/5544.
Notera: Om problemet hade varit 'förenkla 616/792' hade det räckt med att beräkna SGD.